# 分格
分格（缩写：distr）用于名词，意为“每”。
匈牙利语中分格后缀是-nként，用于一件事陆续发生在一个集合的每个元素上（如fejenként“人均”，esetenként“某些情况下”）或描写时间上的频率（hetenként“一周一次”，tízpercenként“每十分钟”）。
芬兰语中这种副词类型少见，甚至单数也少见。以-ttain/-ttäin结尾。基础含义为“分别为每个”。例如maa（“县”）变形为maittain，出现在如下表达里：Laki ratifioidaan maittain（“法律的实施因县而异”）。可将动作分散到时间上的频率点，如päivä（天）的分格单数päivittäin（每天）。
与指当地居民的词（-lais-）结合时也可意为“从这种（文化）视角看”。芬兰人（suomalaiset）常说suomalaisittain tuntuu oudolta，että ...，即“在芬兰人的视角看，...很奇怪”。

## 阅读更多
- Anhava, Jaakko. . journal.fi. Helsinki: Finnish Scholarly Journals Online. 2015.